# Vinton (Teksas)
Vinton – wieś w Stanach Zjednoczonych, w stanie Teksas, w hrabstwie El Paso.